# Naturwaldreservat Eichhall
Das Naturwaldreservat Eichhall ist ein Naturschutzgebiet mit einem Bestand an etwa 400 Jahre alten Eichen und befindet sich im Heisterblock im gemeindefreien Gebiet Rohrbrunner Forst im Landkreis Aschaffenburg in Unterfranken. Das Naturschutzgebiet liegt westlich des Geiersberg im Spessart und umfasst eine Fläche von rund 72 Hektar. In dem Gebiet wird mit 1.100 Millimeter im Jahr der höchste durchschnittliche Jahresniederschlag des Spessarts gemessen. Der Wald entstand vermutlich in der Folge von Brandrodungen durch Flüchtlinge des Dreißigjährigen Krieges als zunächst reiner Eichenwald, erst vor etwa 200 Jahren wurden Buchen eingebracht. Der Wald wurde bis 2002 zur Gewinnung von Bau- und Furnierholz genutzt, seither wird der Wald aber sich selbst überlassen und steht mit einer Fläche von 66,8 ha auch als Naturwaldreservat unter Schutz.
Zusammen mit dem ca. 2 km entfernten Naturschutzgebiet Rohrberg bildet das Naturwaldreservat Eichhall einen für die Erhaltung seltener Arten wichtigen Schwerpunkt des Heisterblocks.
In dem Naturschutzgebiet kommt der Halsbandschnäpper vor. Ihm kommt der alte Baumbestand zugute, in dem sich Spechthöhlen finden, die er zur Brut nutzen kann. Die Höhlen der Spechte werden u. a. auch durch Fledermäuse und eine Mauerseglerkolonie genutzt. In Eichhall sind 200 totholzbewohnende Käferarten nachgewiesen, von denen 80 vom Aussterben bedroht sind, so zum Beispiel der Eremit.